# 晶衛里仁
晶衛 里仁（しょうえい りじん、1944年1月9日 - ）は、日本の俳優。旧芸名は荒瀬 寛樹。

## 略歴
かつては東京俳優生活協同組合に所属していた。

## 出演

### 映画
- 「黄金の犬」（1979年6月2日） - 遠沢の取り巻き 役
- 「ガメラシリーズ」
  - 「ガメラ 大怪獣空中決戦」（1995年3月11日） - 吊橋の消防団員 役
  - 「ガメラ3 邪神覚醒」（1999年3月6日） - 平蔵 役

### テレビドラマ

#### NHK
- 大河ドラマ
  - 「獅子の時代」第6話（1980年2月10日） - 入国管理の武士 役
  - 「峠の群像」第1話（1982年1月10日） - 侍たち 役
  - 「徳川家康」第3話・第8話・第9話（1983年1月23日・2月27日・3月6日） - 平野久蔵 役
  - 「山河燃ゆ」第2話（1984年1月15日） - 憲兵たち 役
  - 「春の波涛」第5話（1985年2月3日） - 男 役
  - 「春日局」第5話（1989年2月5日） - 秀吉の家臣 役
  - 「太平記」第27話（1991年7月7日） - 武将 役
- 少年ドラマシリーズ
  - 「その町を消せ!」第3話 - 最終話（1978年2月1日 - 2月23日） - 男 役
  - 「ぼくとマリの時間旅行」第1話（1980年8月12日）
  - 「芙蓉の人」（1982年4月1日・4月2日）
- 「御宿かわせみ 第1シリーズ」第6話（1980年11月12日）
- 「男たちの旅路 戦場は遥かになりて」（1982年2月13日）
- 「立花登 青春手控え」第5話（1982年5月12日）
- 連続テレビ小説
  - 「おしん」第12話（1983年4月16日） - 憲兵 役
  - 「かりん」第70話（1993年12月23日）
  - 「春よ、来い」第40話・第41話・第43話 - 第45話（1994年11月17日・11月17日・11月21日 - 11月23日）
- 「イキのいい奴」第8話（1987年2月25日）
- 「花へんろ 風の昭和日記III」第5話（1988年3月5日）
- 「晴のちカミナリ」第9話（1989年6月7日）
- 「大地の子」（1995年11月11日 - 12月23日）

#### 日本テレビ
- 「太陽にほえろ!」
  - 第263話「罠」（1977年8月5日）
  - 第313話「真夏の悪夢」（1978年7月28日）
  - 第366話「真夜中の殺意」（1979年8月3日）
  - 第378話「やさしい棘」（1979年10月26日）
  - 第397話「昔の告発」（1980年3月7日）
  - 第418話「ルポライター」（1980年8月8日）
  - 第426話「愛の終曲」（1980年10月3日）
  - 第471話「山さんに任せろ!」（1981年8月21日）
  - 第488話「過去」（1981年12月18日）
  - 第494話「ジプシー刑事登場!」（1982年2月5日）
  - 第501話「ある巡査の死」（1982年3月26日）
  - 第540話「北の女」（1983年1月21日）
  - 第588話「夏子という女」（1984年2月3日）
  - 第601話「アイドル」（1984年5月11日）
  - 第634話「パブロフの犬」（1985年1月25日）
  - 第669話「刑事にだって秘密はある!」（1985年11月1日）
  - 第684話「美しき花の誘惑」（1986年2月14日）
  - 第714話「赤ちゃん」（1986年10月17日）
- 「大都会 PARTII」最終話（1978年3月28日）
- 「大追跡」第11話（1978年6月13日）
- 「西遊記II」第9話（1980年1月6日）
- 「池中玄太80キロ パートI」第12話（1980年6月21日）
- 「俺はおまわり君」
  - 第5話「ついてない、今日もまたまた...」（1981年3月4日）
  - 第15話「なつかしき友と海と...」（1981年7月15日）
- 「春姿ふたり鼠小僧」（1982年4月6日）
- 天まであがれ!シリーズ
  - 「天まであがれ!」第13話（1982年7月3日） - スポーツ店店主 役
  - 「天まであがれ!2」第1話（1983年7月30日）
- 火曜サスペンス劇場
  - 「モナ・リザの身代金」（1983年8月2日）
  - 「張り子の虎」（1983年8月23日）
  - 「名無しの探偵」第12作（1996年4月23日）
- 「燃えて、散る 炎の剣士 沖田総司」（1984年4月2日）
- 「銭形平次」
  - 第11話「つっぱりお恵」（1987年3月24日）
  - スペシャル2「十手の道」（1987年4月7日）
- 「敵同志好き同志」第8話（1987年5月26日）
- 「サイコメトラーEIJI」第9話・最終話（1997年3月8日・3月15日）
- 「FiVE」第1話（1997年4月19日）

#### TBS
- 「あにき」第8話（1977年11月25日） - ボクシングのコーチ 役
- 「人間の証明」第10話（1978年3月11日）
- 「七人の刑事 第3シーズン」
  - 第1話「警視総監の財産」（1978年4月14日）
  - 第38話「夜歩く死者」（1979年2月2日）
- 「人はそれをスキャンダルという」第3話（1978年12月5日）
- 「薔薇海峡」第1話（1978年12月22日）
- 「明日の刑事」
  - 第70話「娘はなぜ刑事を襲ったか?」（1979年4月11日）
  - 最終話「刑事課長死す 日の出署よ永遠に」（1979年10月10日）
- 「突然の明日」第2話（1980年1月25日）
- 「歴史の涙」（1980年2月25日）
- 「望郷の星」（1980年5月26日）
- 噂の刑事トミーとマツシリーズ
  - 「噂の刑事トミーとマツ 第1シリーズ」第36話（1980年7月9日）
  - 「噂の刑事トミーとマツ 第2シリーズ」
    - 第7話「トミマツふらふら! ジャズダンスに潜入」（1982年2月24日）
    - 第36話「ジャッキートミーのグラグラ酔拳」（1982年11月10日）
- 「曠野のアリア」（1980年9月1日） - 軍人たち 役
- 「赤い魂」第24話（1980年9月12日）
- 「関ヶ原」後編（1981年1月4日）
- 「天皇の料理番」第13話（1981年2月9日）
- 「Gメン'75」第326話（1981年9月5日）
- 「鞍馬天狗」第1話（1981年12月13日）
- ザ・サスペンス
  - 「お師匠さんは名探偵」第1作（1983年3月12日）
  - 「山之内家の惨劇」（1983年6月11日）
  - 「処女が見た」（1984年4月14日） - 刑事 役
- 「一度は有る事」（1984年10月1日 - 12月28日）
- 「旦那さま大事」（1986年12月29日）
- 「スクールウォーズ2」第1話（1990年9月4日）

#### フジテレビ
- 「球形の荒野」第4話（1978年4月1日）
- 平岩弓枝ドラマシリーズ「北国から来た女」（1979年4月25日）
- 「同心部屋御用帳 江戸の旋風 第4シリーズ」第25話（1979年5月10日）
- 大捜査線シリーズ
  - 「大捜査線」第16話（1980年5月8日）
  - 「大捜査線シリーズ 追跡」第6話（1980年11月13日）
- 「北の国から」第11話（1981年12月18日）
- 時代劇スペシャル「新吾十番勝負」第2作（1982年2月26日）
- 「恋人よ われに帰れ LOVER COMEBACK TO ME」（1983年9月23日）
- 「オレゴンから愛」第9話（1984年11月29日）
- 木曜ドラマストリート「展望車殺人事件」（1986年7月31日）
- 金曜エンタテイメント「検察捜査」（1995年5月19日）

#### テレビ朝日
- 「特捜最前線」
  - 第28話「恐喝 にせ女子大生日記」（1977年10月12日）
  - 第34話「コルト22口径の沈黙」（1977年11月23日）
  - 第207話「雨傘殺人事件!」（1981年4月22日）
  - 第233話「判決・横須賀ドブ板通り!」（1981年11月4日）
  - 第287話「リミット1.5秒!」（1982年11月17日）
  - 第311話「パパの名は吉野竜次!」（1983年5月4日）
  - 第337話「哀歌をうたう女!」（1983年11月9日）
  - 第349話「ギリシャから来た女!」（1984年2月1日）
  - 第366話「44,000人の標的!」（1984年5月30日）
  - 第384話「偽装結婚・マトリョーシカを持つ女!」（1984年10月3日）
  - 第395話「雨の中に消えた女!」（1984年12月19日）
  - 第411話「消えたニューナンブ38口径の謎!」（1985年4月17日）
  - 第440話「愛を撃つ女・暴かれた裏切りのレイプ」（1985年11月7日）
  - 第452話「暴走・ロード募金殺人行?!」（1986年2月6日）
  - 第470話「連続放火事件・待ちつづけた女!」（1986年6月12日）
  - 第482話「連続爆破・共犯者は街に溢れる!」（1986年9月4日）
- 西部警察シリーズ
  - 「西部警察 PART1」第6話（1979年11月18日）
  - 「西部警察 PART-III」
    - 第54話「眼には眼を」（1984年6月3日）
    - 第62話「幻のチェッカーフラッグ」（1984年8月19日）
- 土曜ワイド劇場
  - 「帝銀事件 大量殺人 獄中三十二年の死刑囚」（1980年1月26日）
  - 「35年目の亡霊 学童疎開殺人事件」（1980年9月20日）
- 「走れ!熱血刑事」第5話（1980年12月8日）
- 「ザ・ハングマン」
  - 第17話「地獄へ送る世紀の大魔術」（1981年3月13日）
  - 第31話「サギ師野郎 危い綱渡り」（1981年6月19日）
- 「新・海峡物語」第6話・第9話・最終話（1981年11月19日・12月10日・12月24日）
- ゴールデンワイド劇場「終りに見た街」（1982年8月16日）
- 「ゴリラ・警視庁捜査第8班」第36話（1990年1月21日）
- 「さすらい刑事旅情編V」第8話（1992年12月2日）

#### テレビ東京
- 「大江戸捜査網 第3シリーズ」
  - 第265話「殺意なき用心棒」（1978年12月9日）
  - 第485話「連続暴行魔 おんな風呂の罠」（1983年4月2日）
- ドラマ・女の四季「お姑さん大募集!」（1988年2月8日）

### 特撮
- 「ロボット110番」第1話（1977年4月8日、テレビ朝日）
- 「スパイダーマン」第18話（1978年9月13日、テレビ東京） - 警官
- 「太陽戦隊サンバルカン」第34話（1981年10月3日、テレビ朝日）
- 「仮面ライダーBLACK」第11話（1987年12月13日、TBS）